# Liesneria faveolata
Liesneria faveolata là một loài thực vật có hoa trong họ Mã tiền. Loài này được (Fern. Casas) Fern. Casas mô tả khoa học đầu tiên năm 2008.